# Adam Rapacki
Adam Rapacki (24. prosince 1909, Lvov, Rakousko-Uhersko, dnes Ukrajina – 10. října 1970, Varšava, Polsko) byl polský politik a diplomat.

## Biografie

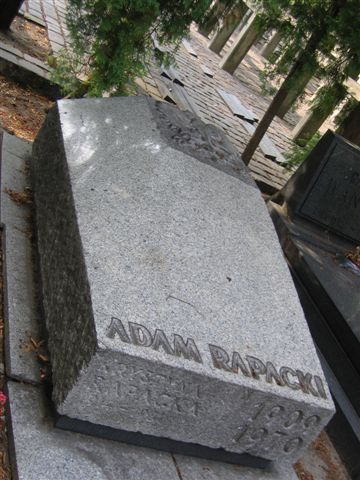
Hrob Adama Rapackého ve Varšavě.

V prvních poválečných letech 1945–1948 byl Rapacki členem Polské socialistické strany, která se v prosinci 1948 sloučila s Polskou dělnickou stranou do nové komunistické Polské sjednocené dělnické strany (PSDS), jejímž zůstal členem. Působil pak ve vrcholném vedení – politbyru až do roku 1968. O dva roky později zemřel, pochován byl na hřbitově, 'Cmentarzu Wojskowym na Powązkach', ve Varšavě.

### Rapackého plán
V letech 1956–1968 zastával post ministra zahraničních věcí ve vládě Józefa Cyrankiewicze.
2. října 1957 na pravidelném zasedání Valného shromáždění OSN v New Yorku, navrhl svůj plán na vznik bezjaderného pásma ve střední Evropě (do níž zahrnul Československo, Polsko, Západní Německo a Německou demokratickou republiku). Pro tento návrh však nezískal dostatečnou podporu západních velmocí, protože by měl za následek snížení obranyschopnosti NATO, aniž by omezil útočnou sílu Sovětského svazu a jeho spojenců. Ti ve střední Evropě disponovali znatelnou početní převahou pozemních sil, hlavně pak tanků.
Tento plán však napomohl k obrazu Polska, jako sovětského satelitu, který se ale snaží o tvorbu samostatné politiky.